# James Gandon

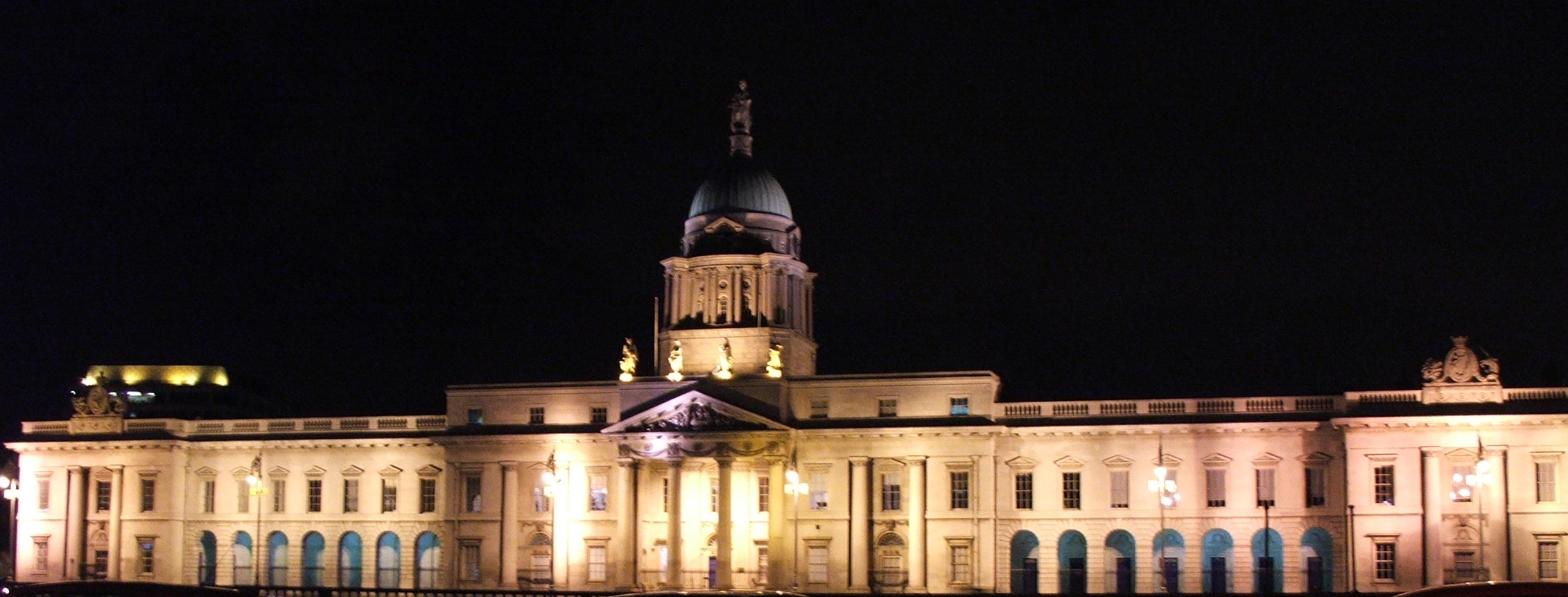
Fachada sul da The Custom House, em Dublin, da autoria de James Gandon (vista de noite).

James Gandon (Londres, 1743 - 1823) é hoje reconhecido como um dos principais arquitectos que trabalharam na Irlanda, nos finais do século XVIII e início do século XIX. As suas obras mais conhecidas incluem a The Custom House, os Four Courts e por último o King's Inns, em Dublin.